# Przełęcz Okole
Przełęcz Okole – przełęcz w Karpatach Wschodnich o wysokości 1194 m n.p.m.
Znajduje się pomiędzy szczytem Bratkowska (1792 m n.p.m.) należącym do pasma Połoniny Czarnej w Gorganach, a szczytem Tataruka (1710 m n.p.m.) w masywie Świdowca.
Poniżej wschodniej strony przełęczy znajdują się źródła Czarnej Cisy, na skłonie zachodnim źródła Turbacza, dopływy Brusturianki wpadającej do Tereswy.